# Laperwitzbach
Der Laperwitzbach ist ein Bach in der Gemeinde Kals am Großglockner (Bezirk Lienz). Der Bach entspringt unterhalb des Laperwitzkees und mündet nördlich des Kalser Tauernhauses in den Kalserbach. Sein Name leitet sich vom slawischen lapor (Mergel) ab.

## Verlauf
Der Laperwitzbach speist sich aus mehreren Quellbächen, die sich aus dem Schmelzwasser der Laperwitzkees speisen. Dieses befindet sich zwischen Aderwand, Ödenwinkelwand,  Eiskögele, Schneewinkelkopf, Romariswandkopf und Romariswand. Die Quellbächen fließen nach Westen bzw. Südwesten und vereinigen sich südwestlich des „Bichl“, der Verlängerung der Aderwand (Südgrat der Ödenwinkelwand). Kurz darauf nimmt der Lapwerwitzbach rechtsseitig den Aderbach auf, der sich aus dem Schmelzwasser des Vorderen Kastenkees sowie teilweise ebenfalls vom Laperwitzkees speist. Der Laperwitzbach fließt im Unterlauf nördlich an der Böheimebenalm vorbei und mündet nördlich des Kalser Tauernhauses linksseitig in den als Seebach bezeichneten Oberlauf des Kalserbachs.